# Université de Kobe
L'université de Kobe (en japonais, 神戸大学, Kōbe Daigaku ; abrégé en 神大, Shindai) est une université nationale japonaise située à Kobe.
Elle a été établie en 1949 et comprend onze facultés de premier cycle et douze facultés de cycles supérieurs. L'université comprend un total d'approximativement 15 000 étudiants. Elle est localisée à côté des monts Rokkō.

## Composantes

### Facultés de premier cycle
- Faculté des lettres
- Faculté des études interculturelles
- Faculté du développement humain
- Faculté de droit
- Faculté des sciences économiques
- Faculté d'administration des affaires
- Faculté de science
- École de médecine
- Faculté de technologie
- Faculté d'agriculture
- Faculté des sciences maritimes

### Facultés de cycles supérieurs
- Sciences économiques
- Administration des affaires
- Droit
- Études internationales de coopération
- Sciences humaines
- Études interculturelles
- Développement et environnement humains
- Médecine
- Science
- Technologie
- Science agronomique
- Sciences maritimes

## Personnalités liées
- politique
  - Sosuke Uno, Premier ministre, 75
  - Sanae Takaichi, Ministre d'État chargé de la politique scientifique et technologique

- juridique
  - Harue Yamasaki, femme politique
  - Tomoko Sasaki, avocate et femme politique

- technologie
  - Sazō Idemitsu, fondateur d'Idemitsu Kosan
  - Akio Tanii, ex-CEO, Panasonic/Matsushita Electric Industrial Co., Ltd.
  - Toshio Miyoshi, ex-CEO, Matsushita Electric Works
  - Gentaro Tsuji, Special Adviser to Toyota Motor Corporation
  - Masaya Hanai, ex-CEO, Toyota Motor Corporation
  - Shigeyoshi Imai, ex-CEO, Kawasaki Heavy Industries
  - Tadaharu Ohashi, CEO, Kawasaki Heavy Industries
  - kyoichi Ito, ex-CEO, TOYOBO CO., LTD., ITOCHU Corp.
  - Takeo Murakami, ex-CEO, TOKYO GAS Co, Ltd.
  - Masatoshi Yamamoto, ex-CEO, Du Pont Japan

- économie
  - Seiichi Takahata, fondateur, Sojitz Corp.
  - Masahito Takasaki, conseiller spécial chez SMBC/Sumitomo Mitsui Banking Corporation
  - Tomio Tatsuno, ex-CEO, Marubeni Corp.
  - Seiichiro Koba, conseiller spécial chez Mitsubishi Corporation
  - Takahiro Moriguchi, CEO, JP Morgan Securities Japan Co.
  - Keizo Asai, conseiller spécial to Nissei/Nippon Life Insurance Company
  - Shoe Suzuki, ex-CEO, Tokio Marine Fire Insurance Co., Ltd.
  - Yukio Maki, CEO, Credit Suisse (Japan)

- académique
  - Masato Sagawa, Chercheur sur les aimants en néodyme, récompensé Queen Elizabeth Prize for Engineering 2022
  - Shinya Yamanaka[1], Découverte et invention de la reprogrammation cellulaire, récompensé Prix Nobel de médecine 2012

## Sources
1. ↑  (en) The Nobel Prize in Physiology or Medicine 2012 : John B. Gurdon, Shinya Yamanaka, Nobelprice.org, 8 octobre 2012, consulté sur www.nobelprize.org le 8 octobre 2012